# Vereinigte Deutsche Missionshilfe
Die Vereinigte Deutsche Missionshilfe (VDM) mit Sitz in Bassum ist eine der größten evangelischen Missionsgesellschaften in Deutschland. Die VDM ist Mitglied in der Arbeitsgemeinschaft Evangelikaler Missionen (AEM) und arbeitet übergemeindlich auf der Glaubensgrundlage der Deutschen Evangelischen Allianz.

## Ziele und Arbeitsbereiche
Die VDM fördert weltweit Evangelisation und Gemeindeaufbau, theologische Ausbildung, sozial-missionarische Arbeit und die Missionsarbeit unterstützende Dienste. Dabei hat sie keine eigenen Einsatzgebiete, sondern arbeitet mit ausländischen und einheimischen Missionsgesellschaften und einheimischen Gemeinden zusammen. Die Missionare sind jeweils in die Struktur des Missionspartners vor Ort eingebunden. Die VDM sieht sich als „Partner für Mission“, indem sie für die sendenden Gemeinden und die ausgesandten Missionare unterstützende Dienste wie Verwaltungs- und Kommunikationsaufgaben, Beratung und Betreuung übernimmt.

## Geschichte
Der Verein wurde 1961 von den Missionaren Willi Bohlmann und Ernst und Robert Bühler in Gerlingen bei Stuttgart gegründet. Anfänglich leitete Willi Bohlmann die Geschäfte der VDM von Südafrika aus. Von 1985 bis 2001 fungierte Karl Klapprodt als Missionsleiter. Als die Büroräume in Gerlingen für die wachsende Missionsgesellschaft zu eng wurden und im Raum Stuttgart wegen der hohen Preise kein geeigneter Ersatz gefunden werden konnte, wurde ihr Sitz 1990 nach Bassum bei Bremen verlegt. Mit der evangelischen St.-Matthäus-Gemeinde in Bremen bestand zu der Zeit schon seit längerem ein enger Kontakt.
Anfangs versorgte die Missionsgesellschaft fünf Missionare. Als Heinrich Finger 2001 die Leitung übernahm, wurden 158 Missionare gefördert. 2020 waren es 350 Missionare in über 50 Ländern. Darüber hinaus beschäftigt die VDM 18 Mitarbeiter in ihrer Zentrale in Bassum. 2020 wurde Christian Schöps zum Missionsleiter berufen.

## Periodika
- VDM-Report, Quartalszeitschrift, seit 1992 (1973–1991 unter dem Namen Vor dir ... eine offene Tür)